# Ajeeb

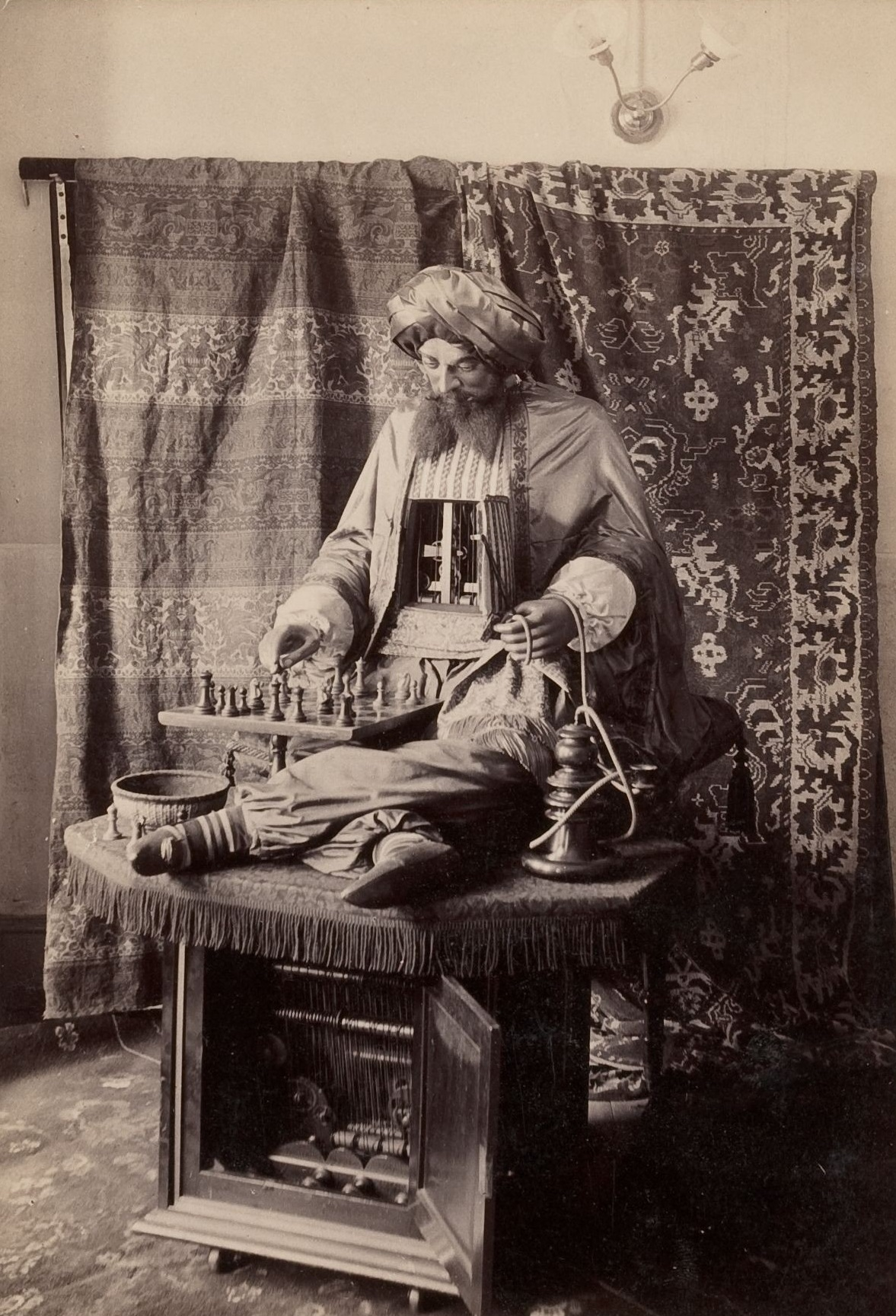
Foto van "Ajeeb the Prachtige", 1886

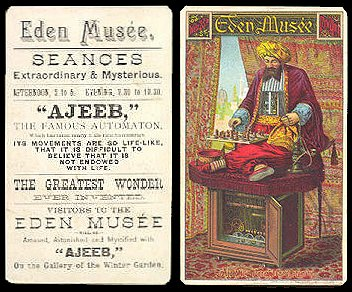
Een advertentie voor een tentoonstelling van Ajeeb, inclusief een illustratie van het uiterlijk. Ajeeb was een imitatie van de Turk.

Ajeeb was een "automaton " die schaak speelde, gemaakt door Charles Hooper (een meubelmaker).
Het apparaat werd bediend door schaakmeesters zoals Harry Nelson Pillsbury (1898-1904), Albert Beauregard Hodges, Constant Ferdinand Burille, Charles Moehle. Enkele bekende tegenstanders van het apparaat waren Harry Houdini, Theodore Roosevelt en O. Henry. 